# Patrick Dewaere
Patrick Dewaere (født Patrick Jean Marie Henri Bourdeaux 16. januar 1947 ; død 26 juli 1982) var en fransk skuespiller.

## Filmografi
- 1969 : L'Innocente
- 1970 : La Jeune Veuve
- 1971 : La Maison sous les arbres
- 1971 : La Vie sentimentale de Georges le tueur
- 1971 : Les Mariés de l'an II
- 1972 : Belle, court métrage
- 1973 : Themroc
- 1974 : Les Valseuses
- 1975 : Lily aime-moi
- 1975 : Catherine et Compagnie
- 1975 : Au long de rivière Fango
- 1975 : Gliscom Butrew
- 1975 : Pas de problème !
- 1975 : Adieu poulet
- 1976 : La Meilleure Façon de marcher
- 1976 : La Marche triomphale (Marcia trionfale)
- 1976 : F… comme Fairbanks
- 1977 : Le Juge Fayard dit « le Shériff »
- 1977 : La Chambre de l'évêque (La stanza del vescovo)
- 1978 : La Clé sur la porte
- 1978 : Préparez vos mouchoirs
- 1979 : Le Grand Embouteillage (L'ingorgo)
- 1979 : Coup de tête
- 1979 : Série noire
- 1979 : Paco l'infaillible
- 1980 : Un mauvais fils
- 1980 : Psy
- 1981 : Plein sud
- 1981 : Les matous sont romantiques
- 1981 : Hôtel des Amériques
- 1981 : Beau-père
- 1982 : Mille milliards de dollars
- 1982 : Paradis pour tous